# John Thornton (cartograaf)
John Thornton was een vooraanstaande cartograaf en uitgever van atlassen, afkomstig uit Engeland (1641 - 1708).
Hij ging in 1656 in de leer bij John Burston in de Draper’s Company. In die tijd was de Draper's Company het epicentrum voor het maken van manuscriptkaarten in Engeland. Hij omschreef zichzelf als hydrograaf bij de Britse Oost-Indische Compagnie en als hydrograaf bij de Hudson's Bay Company, hoewel hij in de administratie van geen van beide bedrijven als zodanig is opgenomen.
In 1677 ging hij een partnerschap aan met John Seller om die laatste te helpen bij het voortzetten van zijn kaartenuitgeverij. Toen het partnerschap werd beëindigd, behield Thornton een deel van het materiaal van Seller en richtte zich vanaf dan volop op de uitgeverij.
Meer dan 40 manuscriptkaarten en iets meer dan 100 gedrukte kaarten van Thornton zijn bewaard gebleven, dit corpus leverde hem de onderscheiding op van 'de meest competente en vooraanstaande kaartenmaker in Engeland'.
Bij zijn dood in 1708 werd hij opgevolgd door zijn zoon Samuel (ca. 1665 – 1712), die zijn volledig assortiment aan kaarten, koperplaten en instrumenten erfde. Samuel stierf echter kort daarna, en de voorraad kaarten werd overgenomen door Mount and Page.
Een zandbank, de Thorntonbank, in de Zuidelijke Noordzee is naar hem of naar zijn zoon Samuel genoemd.

## Werken
Enkele van zijn voornaamste kaarten en atlassen:
- A Map of Virginia, Maryland, New Jersey, New York, and New England at a latitude of 370 degrees, 1679 (met Robert Greene)
- A Map of some of the South and Eastbounds of Pennsylvania, 1681 (met John Seller)
- The English Pilot : The Third Book London, 1703
- The English Pilot: The Fourth Book describing the West Indies Navigation from Hudson’s Bay to the River Amazones, 1706

## Galerij

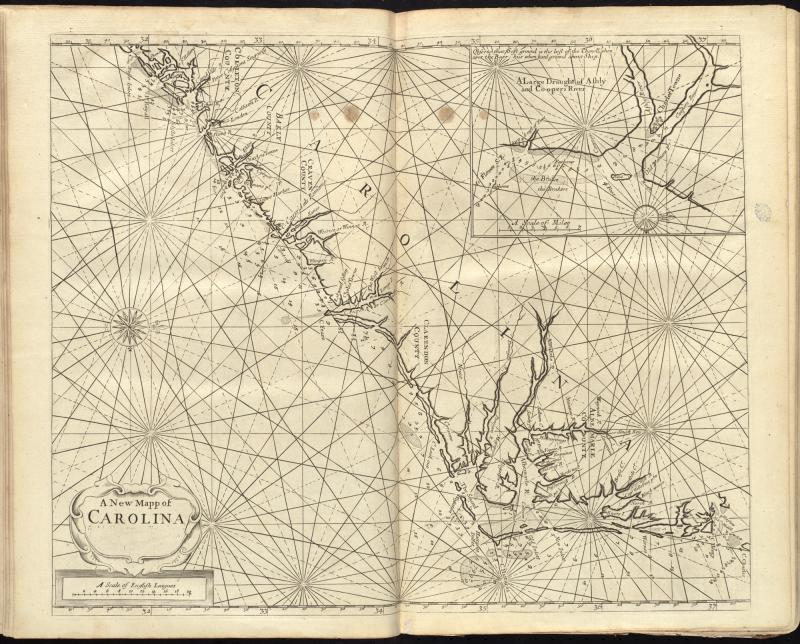
A new mapp (sic) of Carolina
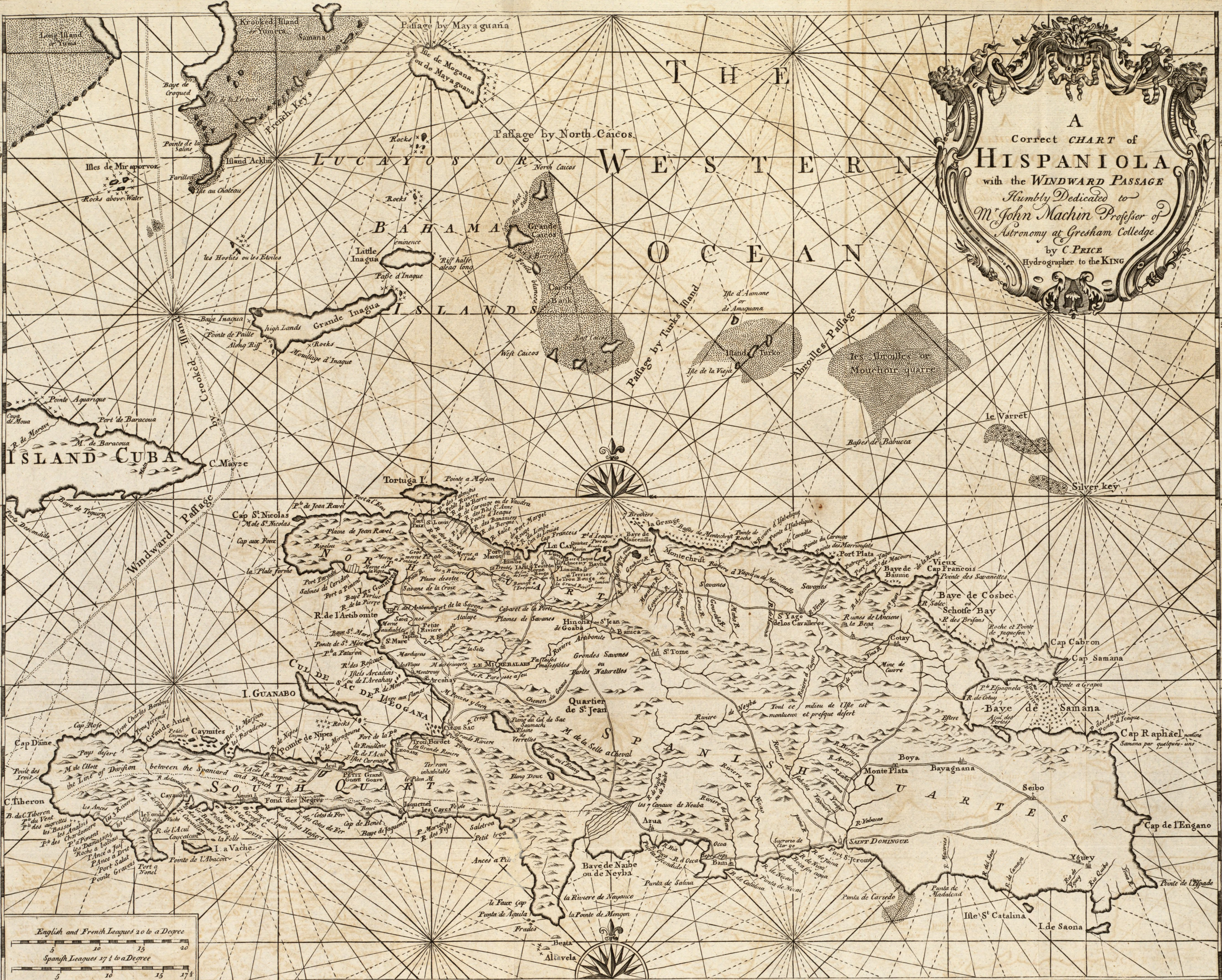
Uit The English Pilot: The Fourth Book

- Biblioteca Nacional de España: XX1714000
- Bibliothèque nationale de France: cb15336385g (data)
- Stuttgart Database of Scientific Illustrators 1450–1950: 5228
- International Standard Name Identifier: 0000 0001 0837 8655
- Library of Congress Control Number: n88080917
- Nationale Bibliotheek van Israël: 987007459335205171
- Nederlandse Thesaurus van Auteursnamen: 06957393X
- Istituto Centrale per il Catalogo Unico: UTOV421285
- Virtual International Authority File: 95024181
- WorldCat: E39PBJrC9rCx4pwbRDpkPbJ4bd